# Martindale
Martindale é uma cidade localizada no estado norte-americano do Texas, no Condado de Caldwell.

## Demografia
Segundo o censo norte-americano de 2000, a sua população era de 953 habitantes.
Em 2006, foi estimada uma população de 1096, um aumento de 143 (15.0%).

## Geografia
De acordo com o United States Census Bureau tem uma área de
5,2 km², dos quais 5,2 km² cobertos por terra e 0,0 km² cobertos por água. Martindale localiza-se a aproximadamente 136 m acima do nível do mar.

## Localidades na vizinhança
O diagrama seguinte representa as localidades num raio de 20 km ao redor de Martindale.